# Porphyrinia dalmatina
Porphyrinia dalmatina är en fjärilsart som beskrevs av Herrich-Schäffer 1851. Porphyrinia dalmatina ingår i släktet Porphyrinia och familjen nattflyn. Inga underarter finns listade i Catalogue of Life.